# Брети
Брети (груз. ბრეთი) — село в Грузии, на территории Карельского муниципалитета края (мхаре) Шида-Картли.

## География
Село находится в центральной части Грузии, на левом берегу реки Проне Восточная, на расстоянии приблизительно 5 километров (по прямой) к северу от города Карели, административного центра муниципалитета. Абсолютная высота — 688 метров над уровнем моря.

## Население
По результатам официальной переписи населения 2014 года в Брети проживало 899 человек (455 мужчин и 444 женщины). В национальной структуре населения грузины составляли 98,7 %, осетины — 0,7 %, русские — 0,3 %.
| Год  | Население, человек |
| ---- | ------------------ |
| 2002 | 1146               |
| 2014 | ↘ 899              |